# Réserve écologique des West Castle Wetlands
La réserve écologique des West Castle Wetlands (anglais : West Castle Wetlands Ecological Reserve) est une petite réserve écologique de l'Alberta située au sud-ouest de la province, dans le district municipal de Pincher Creek No. 9.
Cette petite aire protégée sert de lieu de fraie pour la truite et habitat pour les amphibiens.